# Крок
Крок (на английски: Killer Croc) е един от героите от комиксите и филмите за Батман. Истинското му име е Уейлън Джонсън (на английски: Waylon Johnson). Създаден е от писателя Гери Конуей и художника Джин Колан. Появява се за пръв път в Detective Comics бр. 523 през февруари 1983. Първата му телевизионна поява е в „Батман: Анимационният сериал“ където е със сива кожа и се озвучава от Арън Кинкейд. В „Новите приключения на Батман“ го изобразяват със зелена кожа и се озвучава от Брукс Гарднър. Появява се в „Батман от бъдещето“, но като робот. В „Батман“ (The Batman) се озвучава от Рон Пърлман.